# Liste der Monuments historiques in Villedoux
Die Liste der Monuments historiques in Villedoux führt die Monuments historiques in der französischen Gemeinde Villedoux auf.

## Liste der Objekte
Zum Verständnis siehe: Kirchenausstattung
| Bezeichnung           | Beschreibung                                                          | Standort                       | Kennzeichnung | Schutzstatus | Datum | Bild |
| --------------------- | --------------------------------------------------------------------- | ------------------------------ | ------------- | ------------ | ----- | ---- |
| Skulptur Kruzifix     | Holz, farbig gefasst, Ende des 18. Jahrhunderts                       | in der Kirche St-Martin (Lage) | PM17002160    | Inscrit      | 2009  |      |
| Krankenziborium       | Silber, zweite Hälfte des 19. Jahrhunderts; 2019 gestohlen            | in der Kirche St-Martin (Lage) | PM17002162    | Inscrit      | 2009  |      |
| Altarausstattung      | sechs Leuchter und ein Kreuz; Bronze, versilbert, 19. Jahrhundert     | in der Kirche St-Martin (Lage) | PM17002173    | Inscrit      | 2009  |      |
| Zwei Kollektenschalen | Kupfer, 1641                                                          | in der Kirche St-Martin (Lage) | PM17001556    | Inscrit      | 1988  |      |
| Kelch und Patene      | Silber, Mitte des 19. Jahrhunderts; 2019 gestohlen                    | in der Kirche St-Martin (Lage) | PM17002161    | Inscrit      | 2009  |      |
| Monstranz             | Silber, vergoldet, zweite Hälfte des 19. Jahrhunderts; 2019 gestohlen | in der Kirche St-Martin (Lage) | PM17002163    | Inscrit      | 2009  |      |
| Altar                 | Altar mit Tabernakel; Holz, farbig gefasst, 19. Jahrhundert           | in der Kirche St-Martin (Lage) | PM17002172    | Inscrit      | 2009  |      |
| Kreuzweg              | 14 Gemälde mit Rahmen; Öl auf Leinwand und Holz                       | in der Kirche St-Martin (Lage) | PM17002174    | Inscrit      | 2009  |      |